# Аризема хайнаньская
Аризе́ма хайна́ньская (лат. Arisaema hainanense) — многолетнее травянистое растение, вид рода Аризема (Arisaema) семейства Ароидные (Araceae).

## Ботаническое описание
Корневище цилиндрическое, около 5 см длиной и 2—3 см в диаметре.

### Листья
Листьев два. Черешок тускло-зелёный, без пятен или с коричнево-пурпуровыми пятнами, 20—50 см длиной, вложенный на длину 10—30 см во влагалища, формирующие ложный стебель. Листовая пластинка пальчатораздельная; листочки снизу бледно-зелёные, сверху тускло-зелёные; центральный листочек с черешочком 1—2 см длиной, овальный, 14—16 см длиной, 6—8 см шириной, в основании ширококлиновидный, на вершине коротко заострённый, иногда с хвостовидным образованием; боковые листочки полусидячие или с черешочками 5—10 мм длиной, 13—15 см длиной, 5—6 см шириной; наиболее удалённые косоовальные, около 10 см длиной и 3 см шириной.

### Соцветия и цветки
Цветоножка зелёная, равная или длиннее черешков на 3—5 см. Трубка покрывала с продольной белой полоской сзади, у основания пластинки, воронковидная, 4—5,2 см длиной, косоусечённая у горловины, отогнутая примерно на 2 мм; пластинка тёмно-пурпуровая, с пурпуровыми пятнами или зелёная, с фиолетовым сетчатым рисунком или полностью коричнево-зелёная, овальная, 4—4,7 см длиной, около 2,7 см шириной, заострённая и с хвостовидным образованием на вершине.
Початок двуполый у зрелых растений. Женская зона 2—2,5 см длиной и 8—20 см в диаметре; мужская зона 1—1,5 см длиной; синандрий слабый; пыльников 1—3, на ножках. Придаток сидячий, вертикальный или иногда изогнутый на вершине, узкоцилиндрический или веретеновидный, 4—5 см длиной, 1,5—2,5 мм в диаметре, примерно на 3—4 мм покрытый множеством стерильных, вертикальных, нитевидных цветков 3—4 мм в диаметре.
Цветёт в июне.

### Плоды
Соплодие 4—5 см длиной. Плоды — красноватые, яйцевидные ягоды, примерно 6 мм длиной и 4 мм в диаметре.
Плодоносит в ноябре.

## Распространение
Встречается в провинции Хайнань Китая.
Растёт в вечнозелёных дождевых лесах, в долинах и на склонах, на высоте от 400 до 2100 м над уровнем моря.